# Campolongopasset
Campolongopasset (1.875 m.o.h.) (italiensk: Passo Campolongo) er et bjergpas i de italienske alper, som forbinder Arabba med Alta Badia.
Landevejen over passet forbinder byerne Corvarra og Arabba. Vejen over passet blev bygget mellem 1889 og 1901.
Vejpasset ligger i den såkaldte Sellagruppe. Passet er en del af Sellaronda, som er en berømt turistvej. Heri indgår også Sellapasset, Gardenapasset og Pordoipasset.

## Galleri
- Vinter på Campolongo til højre i billedet
- Vejskilt - Passo Campolongo
- Snedække på Campolongo til venstre i billedet